# Tenis stołowy na Letnich Igrzyskach Paraolimpijskich 2012
Tenis stołowy na Letnich Igrzyskach Paraolimpijskich 2012 w Londynie rozgrywany był między 30 sierpnia a 8 września, w hali ExCeL.

## Kwalifikacje
Do igrzysk zakwalifikowało się 276 zawodników, w tym 174 mężczyzn i 102 kobiety.
Zawodnicy podzieleni byli na kilka grup w zależności od rodzaju niepełnosprawności:
- 1-5 – grający na wózku inwalidzkim
- 6-10 – grający na stojąco
- 11 – niepełnosprawni intelektualnie

## Medaliści

### Mężczyźni
| Konkurencja                        | Złoto                                                        | Srebro                                                                          | Brąz                                                                           |
| Indywidualnie – kl. 1 (szczegóły)  | Holger Nikelis                                               | Jean-François Ducay                                                             | Paul Davies                                                                    |
| Indywidualnie – kl. 2 (szczegóły)  | Ján Riapoš                                                   | Kim Kyung-mook                                                                  | Fabien Lamirault                                                               |
| Indywidualnie – kl. 3 (szczegóły)  | Feng Panfeng                                                 | Zlatko Kesler                                                                   | Thomas Schmidberger                                                            |
| Indywidualnie – kl. 4 (szczegóły)  | Kim Young-gun                                                | Zhang Yan                                                                       | Sameh Saleh                                                                    |
| Indywidualnie – kl. 5 (szczegóły)  | Tommy Urhaug                                                 | Cao Ningning                                                                    | Jung Eun-chang                                                                 |
| Indywidualnie – kl. 6 (szczegóły)  | Rungroj Thainiyom                                            | Álvaro Valera                                                                   | Peter Rosenmeier                                                               |
| Indywidualnie – kl. 7 (szczegóły)  | Jochen Wollmert                                              | William Bayley                                                                  | Mychajło Popow                                                                 |
| Indywidualnie – kl. 8 (szczegóły)  | Zhao Shuai                                                   | Richard Csejtey                                                                 | Emil Andersson                                                                 |
| Indywidualnie – kl. 9 (szczegóły)  | Ma Lin                                                       | Stanislaw Fraczyk                                                               | Gerben Last                                                                    |
| Indywidualnie – kl. 10 (szczegóły) | Patryk Chojnowski                                            | Ge Yang                                                                         | David Jacobs                                                                   |
| Indywidualnie – kl. 11 (szczegóły) | Péter Pálos                                                  | Son Byeon-gjun                                                                  | Pascal Pereira-Leal                                                            |
| Drużynowo – kl. 1-2 (szczegóły)    | Słowacja · Ján Riapoš · Martin Ludrovský · Rastislav Revúcky | Francja · Vincent Boury · Fabien Lamirault · Stéphane Molliens                  | Korea Południowa · Kim Kong-yong · Kim Kyung-mook · Kim Min-gyu · Lee Chang-ho |
| Drużynowo – kl. 3 (szczegóły)      | Chiny · Feng Panfeng · Gao Yanming · Zhao Ping               | Niemcy · Thomas Bruchle · Jan Gurtler · Holger Nikelis · Thomas Schmidberger    | Francja · Yann Guilhem · Florian Merrien · Jean-Philippe Robin                 |
| Drużynowo – kl. 4-5 (szczegóły)    | Chiny · Cao Ningning · Guo Xingyuan · Zhang Yan              | Korea Południowa · Choi Il-sang · Jung Eun-chang · Kim Jung-gil · Kim Young-gun | Francja · Èmeric Martin · Gregory Rosec · Nicolas Savant-Aira · Maxime Thomas  |
| Drużynowo – kl. 6-8 (szczegóły)    | Polska · Piotr Grudzień · Marcin Skrzynecki                  | Hiszpania · Jordi Morales · Álvaro Valera                                       | Wielka Brytania · Will Bayley · Aaron McKibbin · Ross Wilson                   |
| Drużynowo – kl. 9-10 (szczegóły)   | Chiny · Ge Yang · Lian Hao · Lu Xiaolei · Ma Lin             | Polska · Patryk Chojnowski · Sebastian Powroźniak                               | Hiszpania · Jorge Cardona · José Manuel Ruiz Reyes                             |

### Kobiety
| Konkurencja                         | Złoto                                                | Srebro                                                            | Brąz                                                                           |
| Indywidualnie – kl. 1-2 (szczegóły) | Liu Jing                                             | Pamela Pezzutto                                                   | Isabelle Lafaye-Marziou                                                        |
| Indywidualnie – kl. 3 (szczegóły)   | Anna-Carin Ahlquist                                  | Doris Mader                                                       | Alena Kánová                                                                   |
| Indywidualnie – kl. 4 (szczegóły)   | Zhou Ying                                            | Borislava Perić-Ranković                                          | Moon Sung-hye                                                                  |
| Indywidualnie – kl. 5 (szczegóły)   | Zhang Bian                                           | Gu Gai                                                            | Ingela Lundbäck                                                                |
| Indywidualnie – kl. 6 (szczegóły)   | Raisa Czebanika                                      | Antonina Chodzynska                                               | Julija Klymenko                                                                |
| Indywidualnie – kl. 7 (szczegóły)   | Kelly van Zon                                        | Julija Owsiannikowa                                               | Wiktorija Safonowa                                                             |
| Indywidualnie – kl. 8 (szczegóły)   | Mao Jingdian                                         | Thu Kamkasomphou                                                  | Josefin Abrahamsson                                                            |
| Indywidualnie – kl. 9 (szczegóły)   | Lei Lina                                             | Neslihan Kavas                                                    | Liu Meili                                                                      |
| Indywidualnie – kl. 10 (szczegóły)  | Natalia Partyka                                      | Yang Qian                                                         | Fan Lei                                                                        |
| Indywidualnie – kl. 11 (szczegóły)  | Wong Ka Man                                          | Yeung Chi Ka                                                      | Anżelika Kosaczewa                                                             |
| Drużynowo – kl. 1-3 (szczegóły)     | Chiny · Li Qian · Liu Jing                           | Korea Południowa · Cho Kyoung-hee · Choi Hyun-ja · Jung Sang-sook | Wielka Brytania · Jane Campbell · Sara Head                                    |
| Drużynowo – kl. 4-5 (szczegóły)     | Chiny · Gu Gai · Zhang Bian · Zhang Miao · Zhou Ying | Szwecja · Anna-Carin Ahlquist · Ingela Lundbäck                   | Korea Południowa · Jung Ji-nam · Jung Young-a · Moon Sung-hye                  |
| Drużynowo – kl. 6-10 (szczegóły)    | Chiny · Fan Lei · Lei Lina · Liu Meili · Yang Qian   | Turcja · Ümran Ertiş · Neslihan Kavas · Kübra Öçsoy               | Polska · Alicja Eigner · Małgorzata Jankowska · Natalia Partyka · Karolina Pęk |

## Tabela medalowa
| Miejsce | Państwo          | Złoto | Srebro | Brąz | Razem |
| ------- | ---------------- | ----- | ------ | ---- | ----- |
| 1.      | Chiny            | 14    | 5      | 2    | 21    |
| 2.      | Polska           | 3     | 1      | 1    | 5     |
| 3.      | Niemcy           | 2     | 1      | 1    | 4     |
| 3.      | Słowacja         | 2     | 1      | 1    | 4     |
| 5.      | Korea Południowa | 1     | 4      | 4    | 9     |
| 6.      | Szwecja          | 1     | 1      | 3    | 5     |
| 7.      | Rosja            | 1     | 1      | 1    | 3     |
| 8.      | Hongkong         | 1     | 1      | 0    | 2     |
| 9.      | Holandia         | 1     | 0      | 1    | 2     |
| 10.     | Norwegia         | 1     | 0      | 0    | 1     |
| 10.     | Tajlandia        | 1     | 0      | 0    | 1     |
| 10.     | Węgry            | 1     | 0      | 0    | 1     |
| 13.     | Francja          | 0     | 3      | 5    | 8     |
| 14.     | Hiszpania        | 0     | 2      | 1    | 3     |
| 15.     | Austria          | 0     | 2      | 0    | 2     |
| 15.     | Serbia           | 0     | 2      | 0    | 2     |
| 15.     | Turcja           | 0     | 2      | 0    | 2     |
| 18.     | Ukraina          | 0     | 1      | 3    | 4     |
| 18.     | Wielka Brytania  | 0     | 1      | 3    | 4     |
| 20.     | Włochy           | 0     | 1      | 0    | 1     |
| 21.     | Dania            | 0     | 0      | 1    | 1     |
| 21.     | Egipt            | 0     | 0      | 1    | 1     |
| 21.     | Indonezja        | 0     | 0      | 1    | 1     |